# Данбери (Ајова)
Данбери (енгл. Danbury) град је у америчкој савезној држави Ајова. По попису становништва из 2010. у њему је живело 348 становника.

## Демографија
Према попису становништва из 2010. у граду је живело 348 становника, што је -36 (-9.4%) становника више него 2000. године.
| Група             | 2000.       | 2010.       |
| Белци             | 383 (99,7%) | 340 (97,7%) |
| Афроамериканци    | 0 (0,0%)    | 0 (0,0%)    |
| Азијати           | 0 (0,0%)    | 1 (0,3%)    |
| Хиспаноамериканци | 0 (0,0%)    | 0 (0,0%)    |
| Укупно            | 384         | 348         |